# Saint-Brice-sur-Vienne
Saint-Brice-sur-Vienne är en kommun i departementet Haute-Vienne i regionen Nouvelle-Aquitaine i västra Frankrike. Kommunen ligger i kantonen Saint-Junien-Est som tillhör arrondissementet Rochechouart. År 2022 hade Saint-Brice-sur-Vienne 1 651 invånare.

## Befolkningsutveckling
Antalet invånare i kommunen Saint-Brice-sur-Vienne
| Referens: INSEE |